# Guaitó
Guaitó est la capitale de la paroisse civile de La Candelaria de la municipalité de Morán de l'État de Lara au Venezuela. 